# Collegio di Motherwell, Wishaw and Carluke
Motherwell, Wishaw and Carluke è un collegio elettorale scozzese della Camera dei Comuni del Parlamento del Regno Unito. Elegge un membro del Parlamento con il sistema first-past-the-post, ossia maggioritario a turno unico; rappresentante del collegio, dal 2024, è la laburista Pamela Nash.

## Estensione
Il collegio comprende i seguenti ward del Lanarkshire Settentrionale:
- Motherwell North, Motherwell South East and Ravenscraig, Motherwell West e  Murdostoun and Wishaw, provenienti dal precedente collegio di Motherwell and Wishaw
- Clydesdale North e Clydesdale West provenienti dal precedente collegio di Lanark and Hamilton East.

## Membri del parlamento
| Elezione | Elezione | Deputato    | Partito   |
| -------- | -------- | ----------- | --------- |
|          | 2024     | Pamela Nash | Laburista |

## Risultati elettorali

### Elezioni negli anni 2020
| Partito                    | Partito                                      | Candidato                  | Risultati 4 luglio 2024 | Risultati 4 luglio 2024 |
| Partito                    | Partito                                      | Candidato                  | Voti                    | %                       |
| -------------------------- | -------------------------------------------- | -------------------------- | ----------------------- | ----------------------- |
|                            | Laburista                                    | Pamela Nash                | 19 168                  | 49,12                   |
|                            | SNP                                          | Marion Fellows             | 12 083                  | 30,96                   |
|                            | Reform UK                                    | Robert McLaughlan          | 3 004                   | 7,70                    |
|                            | Conservatore                                 | Oyebola Ajala              | 2 415                   | 6,19                    |
|                            | Verde                                        | Gordon Miller              | 1 200                   | 3,07                    |
|                            | Lib Dem                                      | Hayley Bennie              | 822                     | 2,11                    |
|                            | Unionista Britannico                         | Gus Ferguson               | 158                     | 0,40                    |
|                            | UKIP                                         | Neil Wilson                | 110                     | 0,28                    |
|                            | Libertario                                   | Ross Hagen                 | 66                      | 0,17                    |
|                            |                                              |                            |                         |                         |
| Iscritti                   | Iscritti                                     | Iscritti                   | 71 777                  | 100,00                  |
| ↳ Votanti (% su iscritti)  | ↳ Votanti (% su iscritti)                    | ↳ Votanti (% su iscritti)  | 39 151                  | 54,55                   |
| ↳ Astenuti (% su iscritti) | ↳ Astenuti (% su iscritti)                   | ↳ Astenuti (% su iscritti) | 32 626                  | 45,45                   |
|                            |                                              |                            |                         |                         |
|                            | Esito: collegio a Laburista (nuovo collegio) |                            |                         |                         |